# Tetrazzini (Speise)

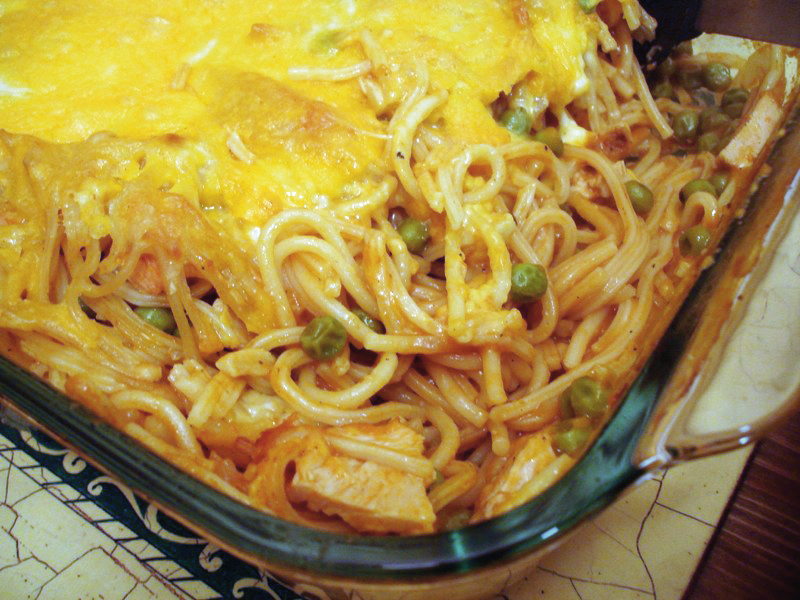
Truthahn Tetrazzini

Tetrazzini ist der Name eines US-amerikanischen Gerichts, das nach der italienischen Opernsängerin Luisa Tetrazzini benannt wurde. Es besteht meist aus Spaghetti, die mit einer Soße aus Sahne, Parmesan und Sherry und einem weißen Fleisch, Fisch oder Meeresfrüchten sowie Pilzen und/oder Mandeln serviert werden.

## Entstehung
Im frühen 20. Jahrhundert kam die florentinische Opernsängerin nach San Francisco. Ihr bekanntester Auftritt fand an Heiligabend des Jahres 1910 statt, bei dem sie – weiß gekleidet – vor einem Publikum von etwa 200.000 bis 300.000 Menschen sang. Zu ihren Ehren wurde von lokalen Köchen ein Gericht nach ihr benannt, das aus Hühnchen, Sherry, Sahne und Parmesan, serviert über Pasta, besteht. Zeitungsartikeln der Jahre 1920 und 1921 zufolge soll Tetrazzini ihr Rezept für Spaghetti Tetrazzini Louis Paquet, dem Küchenchef des McAlpin-Hotel am Herald Square in New York City, gegeben haben.

## Varianten
Es wurden mehrere Abwandlungen des Gerichts nach Tetrazzini benannt, die jeweils in ihrer Bezeichnung meist um die genutzte Sorte Fleisch, Fisch oder Meeresfrüchte ergänzt werden. So sind etwa Hühnchen Tetrazzini, Truthahn Tetrazzini, Shrimp Tetrazzini oder Thunfisch Tetrazzini bekannt.